# Art de coberta

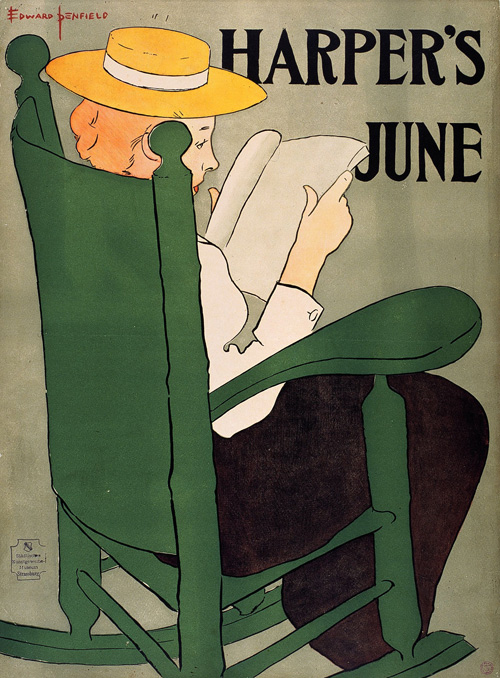
La revista d'Harper, juny de 1896, d'Edward Penfield.

Art de coberta és qualsevol obra artística com una il·lustració o fotografia a l'exterior d'un producte publicat com un llibre (sovint en una sobrecoberta), la coberta d'un àlbum, revista, llibre de còmic, videojoc (art de caixa), DVD, CD, videotape, o àlbum de música. L'art té una funció principalment comercial, per exemple, per promoure el producte és mostrat damunt, però pot haver-hi també tenir una funció estètica, i pot ser artísticament connectat amb el producte, com amb art pel creador del producte.

## Art de coberta d'un l'àlbum
L'art de coberta d'un l'àlbum és una obra d'art creada per a un àlbum de música. L'art de coberta d'àlbums icònics inclou el The Dark Side of the Moon de Pink Floyd, In the Court of the Crimson King de King Crimson i dels The Beatles els discs Sgt. Pepper's Lonely Hearts Club Band, Abbey Road i el seu "àlbum blanc" entre d'altres. Els àlbums poden tenir art de coberta creat pel músic, com per exemple va fer Joni Mitchell amb el seu àlbum Clouds, o per un músic associats, com l'obra feta per Bob Dylan com a portada de l'àlbum Music From Big Pink, de The Band, primer àlbum de la banda que suporta a Dylan. Els artistes coneguts per les seves cobertes d'àlbum inclouen a Alex Steinweiss, un pioner primerenc dins art de coberta de l'àlbum, Roger Dean, i l'estudi Hipgnosis. Algunes obres poden causar controvèrsia a causa de nuus, ofenses per a l'església, marques i altres.
Hi ha hagut nombrosos llibres documentant l'art de coberta d'àlbum, particularment cobertes d'àlbums de rock i de jazz. Alex Steinweiss era un director d'art i dissenyador gràfic qui va portar les il·lustracions per encàrrec de portades de discos i va inventar el primer embalatge per a àlbums de llarga durada.

## Coberta de llibre
Si imprès en la jaqueta de pols d'un hardcover llibre, o en la coberta d'un paperback, art de coberta del llibre ha tingut reserva escrit en el tema, i els artistes nombrosos han esdevingut anotats pel seu art de coberta del llibre, incloent Richard M. Poders i Xip Kidd.

## Coberta de revista
Artistes de coberta de la revista inclouen Art Spiegelman, qui modernitzen l'aspecte del Nou Yorker revista, i el seu predecessor Rea Irvin, qui va crear l'Eustace Tilly caràcter icònic per la revista.

## Puntuacions de música popular (segle XX primerenc)
Artistes de coberta de música de full inclouen Frederick S. Manning, William Austin Starmer, i Frederick Waite Starmer, tot tres de qui va treballar per Jerome H. Remick. Altre prolific els artistes van incloure Albert Wilfred Barbelle, André De Takacs, i Gen Buck.

## Galeria

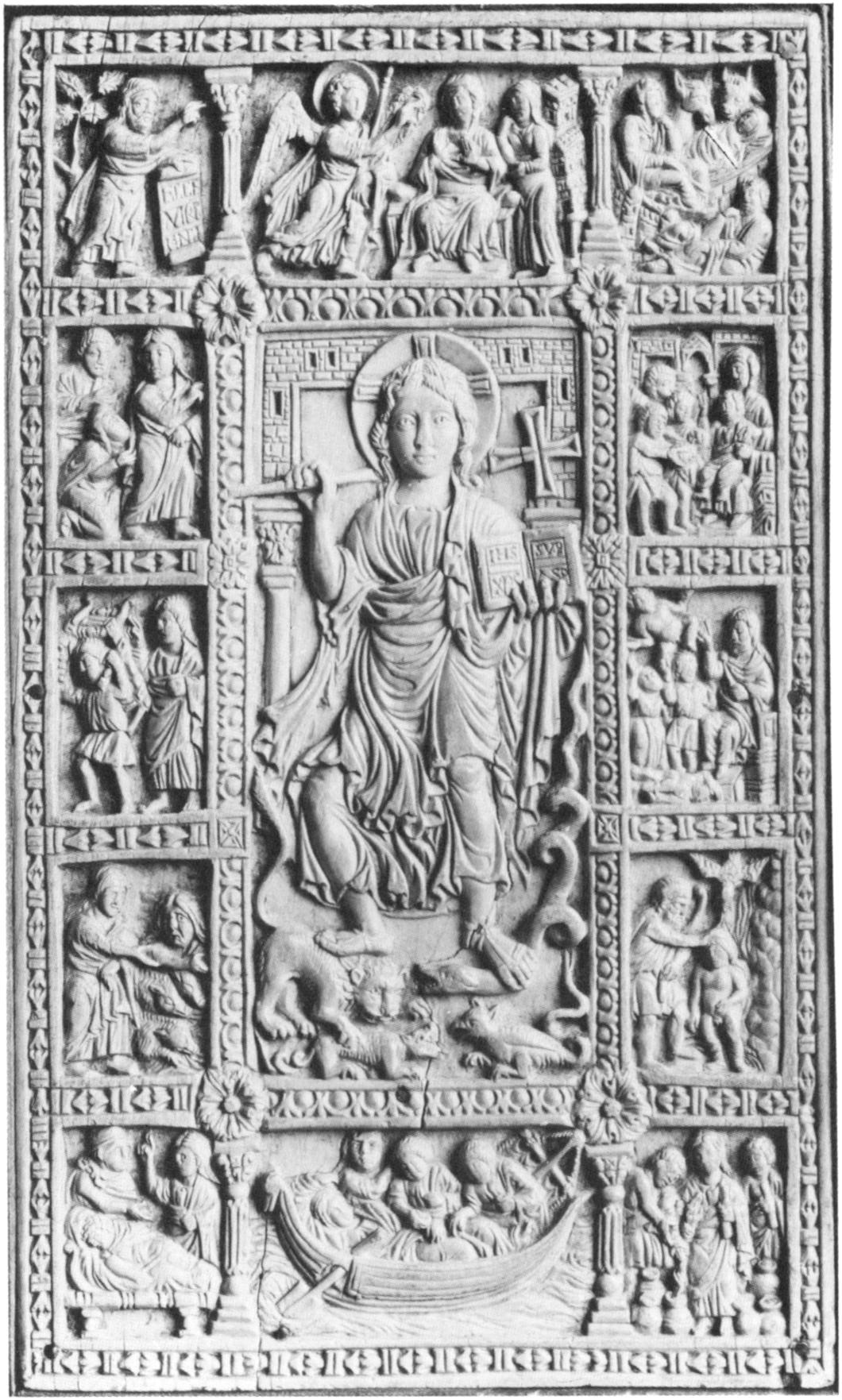
Ivory book cover with scenes from the life of Christ circa 800 AD
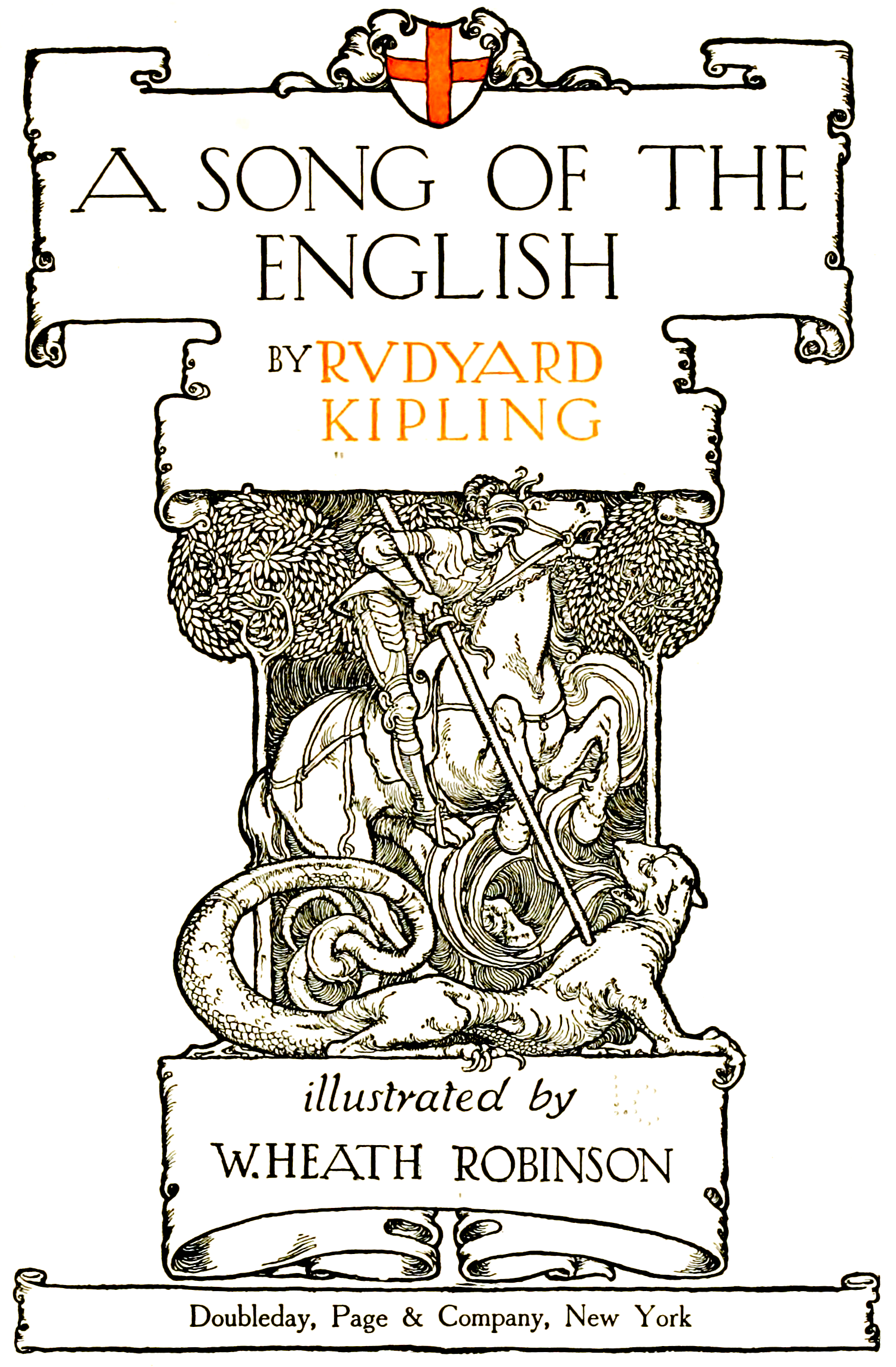
Illustration to an edition of Kipling's A song of the English (1909)
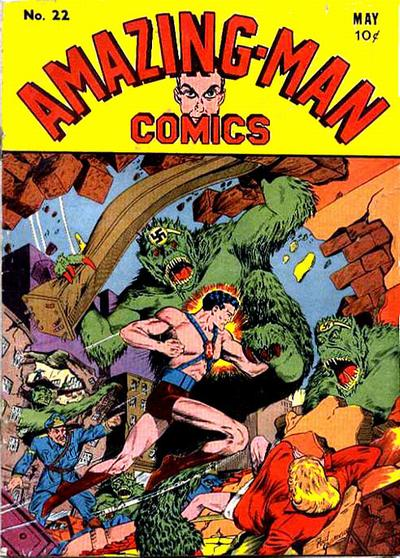
Cover of Amazing Man Comics 22 (May, 1941).Art by Paul Gustavson.
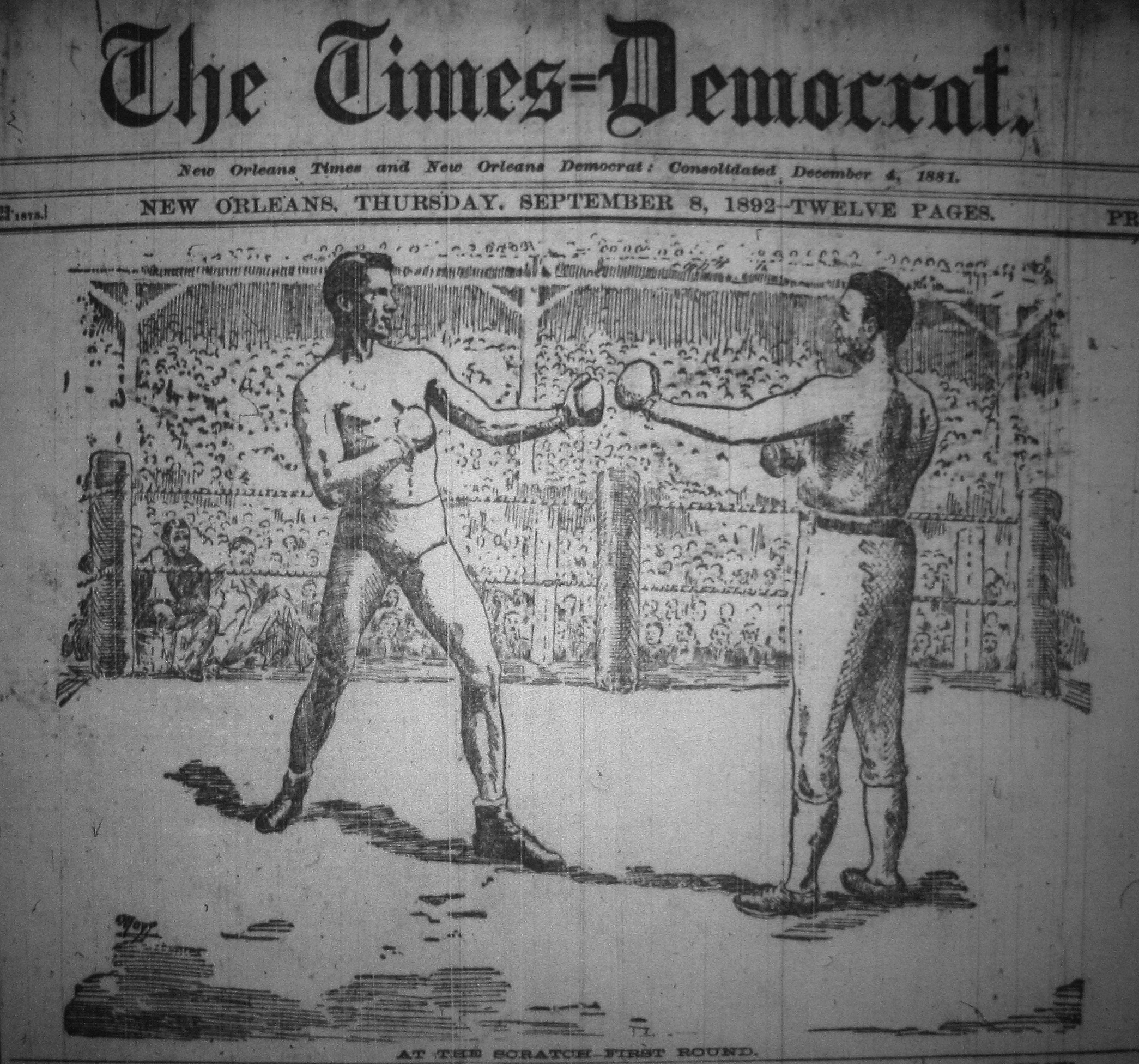
Gentleman Jim Corbett and John L. Sullivan at Olympic Club, New Orleans
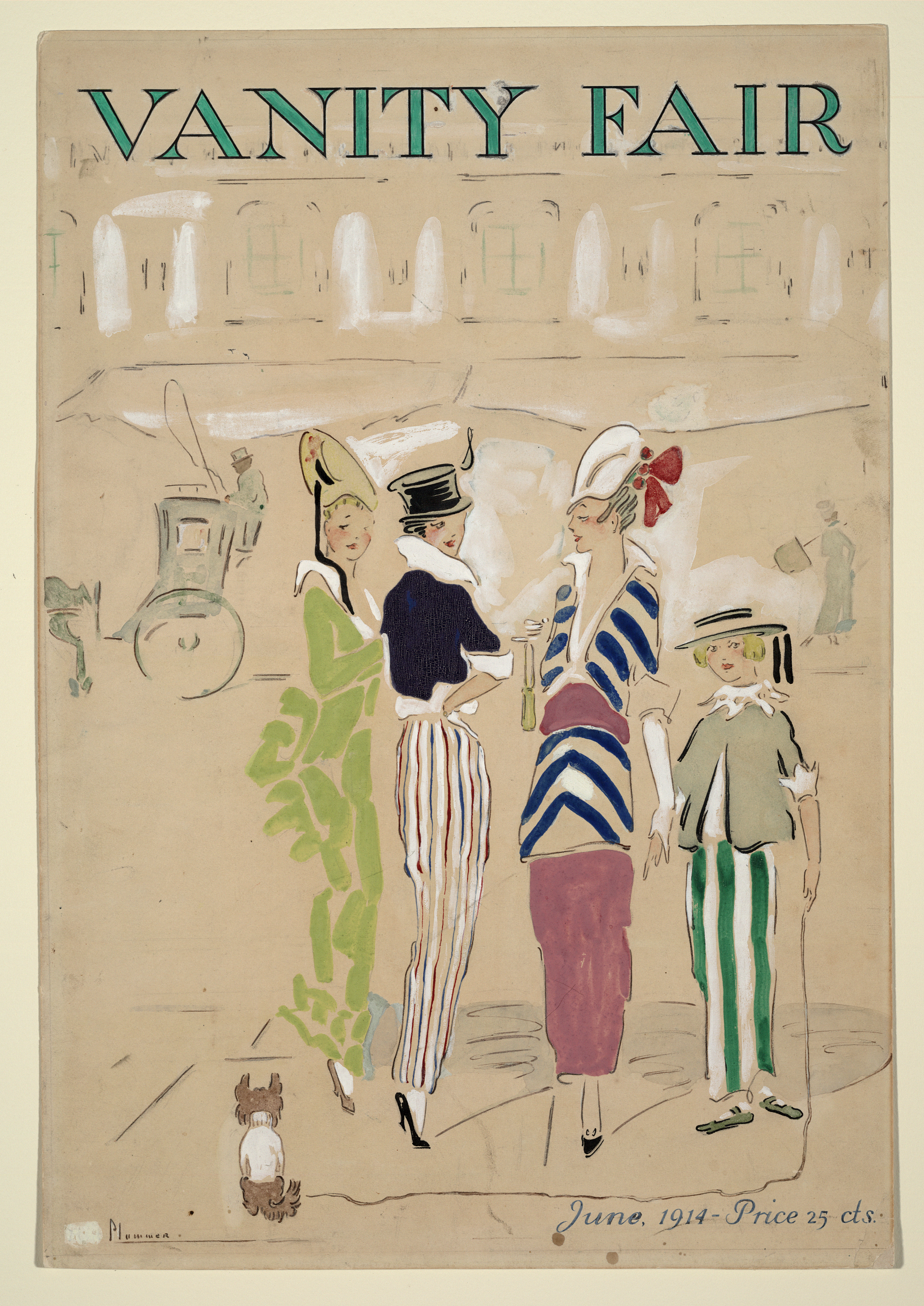
Cover art for Vanity Fair magazine
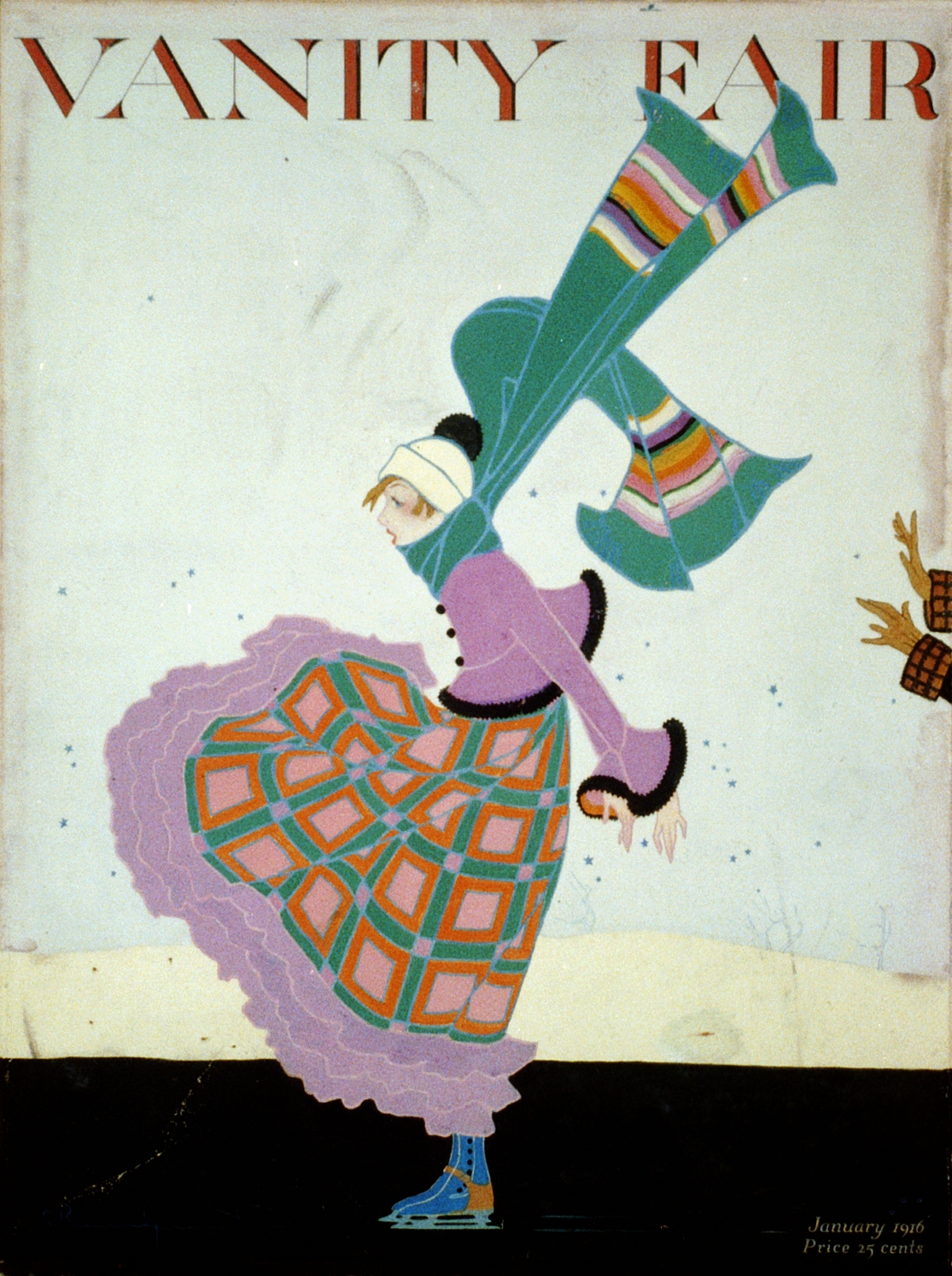
Skater with scarf. January 1916 Vanity Fair cover by Ethel Caroline Rundquist.
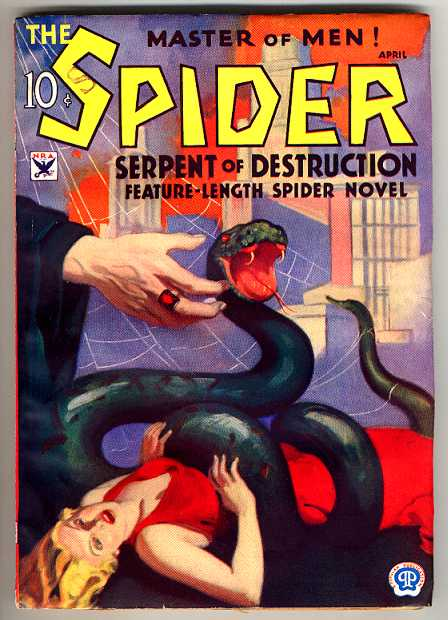
Cover of the pulp magazine The Spider (April 1934, vol. 2, no. 3)
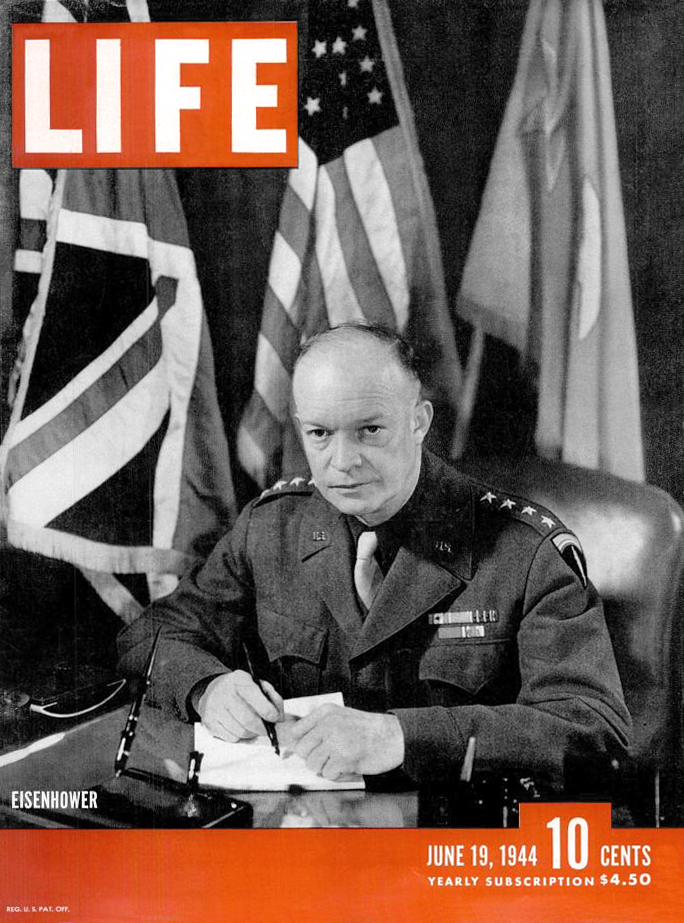
LIFE magazine, Time Inc., Official U. S. Army Photo in cover
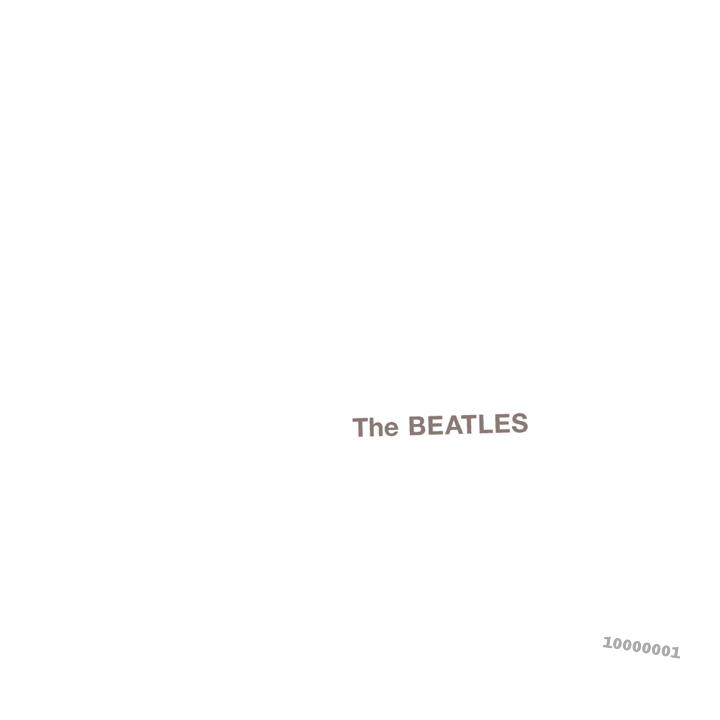
Album cover for The Beatles' "White Album", 1968
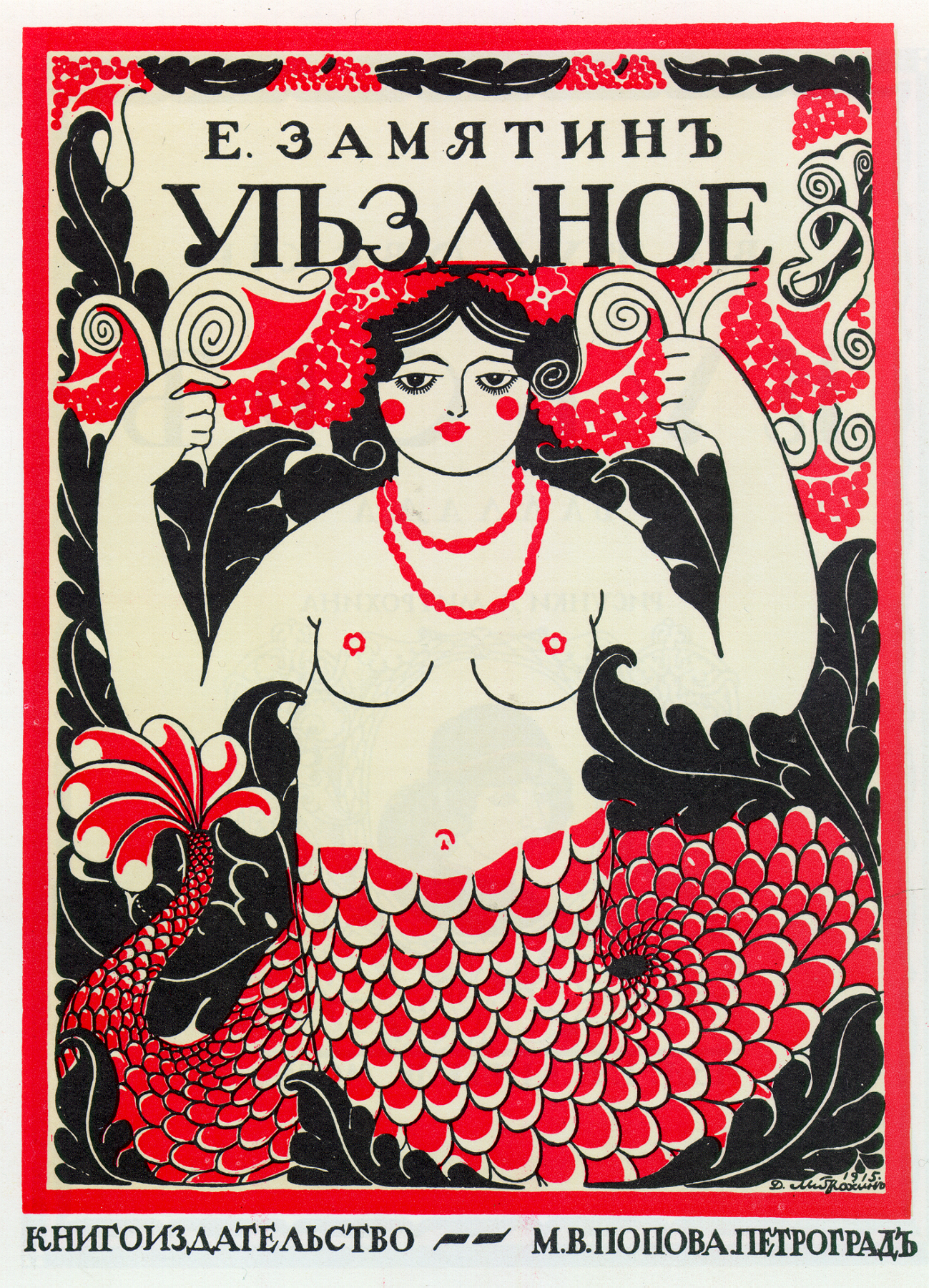
Book cover for Uezdnoe, by Yevgeny Zamyatin, 1916
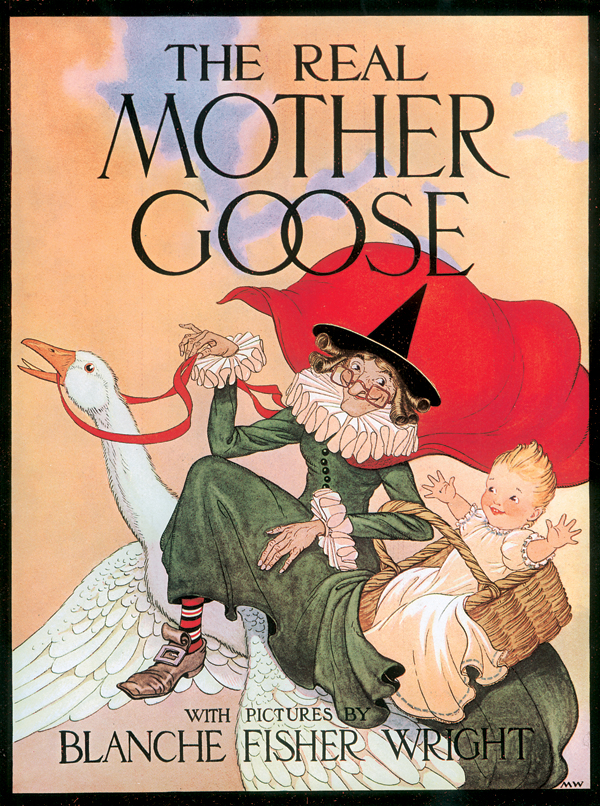
Book cover for The Real Mother Goose, 1916, Blanche Fisher Wright, illustrator
Album cover for Beyoncé's self-titled album, 2013
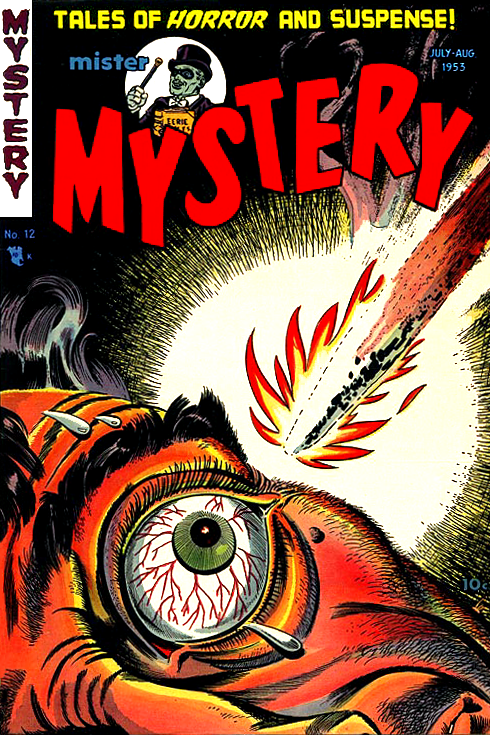
Comic book cover for Mister Mystery #1
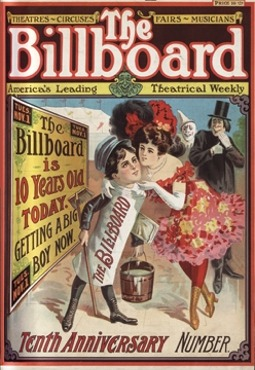
Cover for (the) Billboard Magazine's tenth anniversary edition, 1904